# Коктерек (Костанайская область)
Коктерек (каз. Көктерек) — село в Мендыкаринском районе Костанайской области Казахстана. Входит в состав Ломоносовского сельского округа. Код КАТО — 395653200.

## Население
В 1999 году население села составляло 359 человек (186 мужчин и 173 женщины). По данным переписи 2009 года, в селе проживали 402 человека (179 мужчин и 223 женщины). По данным переписи 2021 года, в селе проживало 187 человек (104 мужчины и 83 женщины).